# Stenochilidae
Stenochilidae là một họ nhện. Họ này gồm có 2 chi và 12 loài phân bố ở Nam Á và Đông Nam Á.

## Các chi và loài
Colopea Simon, 1893
- Colopea laeta (Thorell, 1895) (Myanmar, Thái Lan)
- Colopea malayana Lehtinen, 1982 (Thái Lan, Malaysia, Singapore)
- Colopea pusilla (Simon, 1893) (Philippines)
- Colopea romantica Lehtinen, 1982 (Bali)
- Colopea silvestris Lehtinen, 1982 (New Guinea)
- Colopea tuberculata Platnick & Shadab, 1974 (Fiji)
- Colopea unifoveata Lehtinen, 1982 (Borneo)
- Colopea virgata Lehtinen, 1982 (Thái Lan, Việt Nam)
- Colopea xerophila Lehtinen, 1982 (New Guinea)

Stenochilus O. P-Cambridge, 1870
- Stenochilus crocatus Simon, 1884 (Myanmar, Campuchia, Sri Lanka)
- Stenochilus hobsoni O. P.-Cambridge, 1870 (Ấn Độ)
- Stenochilus scutulatus Platnick & Shadab, 1974 (Ấn Độ)